# Cuauhtémoc, Atzalan
Cuauhtémoc är en ort i Mexiko.   Den ligger i kommunen Atzalan och delstaten Veracruz, i den sydöstra delen av landet, 210 km öster om huvudstaden Mexico City. Cuauhtémoc ligger 1 777 meter över havet och antalet invånare är 417.
Terrängen runt Cuauhtémoc är huvudsakligen kuperad, men åt sydost är den bergig. Runt Cuauhtémoc är det ganska tätbefolkat, med 129 invånare per kvadratkilometer. Närmaste större samhälle är Atzalan, 4,8 km väster om Cuauhtémoc. I omgivningarna runt Cuauhtémoc växer i huvudsak städsegrön lövskog.